# Нань Ґен
Нань Ґен (кит. трад.: 南庚; піньїнь: Nan Geng) — правитель Китаю з династії Шан, двоюрідний брат Цзу Діна.
Правив близько 29 років. У 3-й рік свого правління Нань Ґен переніс столицю до міста Янь. По його смерті трон зайняв син його двоюрідного брата Цзу Діна Ян Цзя.